# Aziz Adaulá
Aziz Adaulá Abu Xuja Fatique Alauidi ibne Abedalá Arrumi (ʿAzīz al-Daula Abū Xujāʿ Fātik al-Uaḥīdī ibn ʿAbd Allāh ar-Rūmī), mais conhecido como Aziz Adaulá (m. 1022), foi o primeiro governador fatímida de Alepo entre 1016/17 e 1022. De etnia armênia, iniciou sua carreira política como gulam (escravo militar) de confiança de Manjutaquim Alazizi, governador fatímida de Damasco durante o reinado do califa Aláqueme (r. 996–1021). Este último o nomeou governador de Alepo, que testemunhou prosperidade durante seu governo.
Em 1020, agia independentemente da autoridade de Aláqueme emitindo moedas em seu nome e tendo sua soberania política declarada nas orações de sexta-feira. Quando o califa fatímida enviou um exército para forçá-lo a se submeter, pediu apoio bizantino, mas cancelou o apelo quando o califa fatímida desapareceu misteriosamente no início de 1021. Posteriormente, a corte fatímida tentou se reconciliar com Aziz Adaulá, que, no entanto, moveu-se para garantir seu domínio construindo um palácio bem fortificado aos pés da cidadela de Alepo. Em julho de 1022, foi assassinado enquanto dormia por um de seus gulans em uma trama elaborada por outro de seus escravos, Abul Najeme Badre, com provável apoio do sucessor virtual de Aláqueme, Sital Mulque. Badre sucedeu brevemente Aziz Adaulá como governador, mas foi preso três meses depois.

## Vida

### Início de carreira
Aziz Adaulá era um armênio étnico e um gulam (escravo militar) de Manjutaquim, o governador fatímida de Damasco, durante o reinado do califa Aláqueme (r. 996–1021). O historiador do século XII, ibne Aladim, escreveu que Manjutaquim o favoreceu muito e o descreveu como sábio, corajoso e generoso. Era muçulmano, e o historiador do século XV Almacrizi o descreveu como "inteligente e piedoso".

### Governador de Alepo

#### Nomeação de Aláqueme
Em 1016, o governador de Alepo, Almançor ibne Lulu, fugiu da cidade em meio a uma revolta liderada por seu comandante da cidadela, Fate Alcali, com o apoio dos quilabitas locais, liderados por Sale ibne Mirdas. Este último cobiçou o controle de Alepo, enquanto os fatímidas, que controlavam as partes central e sul da Síria, viram uma oportunidade de estender seu domínio à cidade e ao norte do país. Tropas fatímidas de Apameia, lideradas por Ali ibne Adaife, foram convidadas a ajudar Fate a manter o controle da cidade, mas, à medida que a agitação continuava, Adaife pediu reforços. Depois, Aláqueme despachou tropas de Sidom e Trípoli e obrigou Fate a deixar Alepo e assumir o governo de Tiro; Fate preferiu governar em conjunto com Sale, mas o povo da cidade síria rejeitou o domínio beduíno e preferiu uma administração fatímida.
Em outubro daquele ano, o califa nomeou Aziz Adaulá para substituir Fate, fazendo dele o primeiro governador nomeado por um fatímida de Alepo e Junde de Quinacerim (província daquela região). Aláqueme concedeu-lhe simultaneamente uma túnica de honra, uma espada e uma sela folheada a ouro. Aziz Adaulá entrou em Alepo em 3 de fevereiro de 1017. No início de seu governo, em 1018, persuadiu Sale a ter sua mãe, Rababe, na cidade. A medida pretendia solidificar sua amizade com Sale e os quilabitas e demonstrar aos habitantes de Alepo, que constantemente viviam ameaçados pela invasão bizantina, que ele estava estabelecendo uma aliança militar com a poderosa tribo beduína contra os bizantinos. Nada mais se sabe sobre as interações entre Aziz Adaulá e Sale, mas o historiador Suhayl Zakkar presume que este deve ter ficado satisfeito com seu governo na cidade.

#### Avanço para a independência
Aziz Adaulá era um governador ambicioso e estabeleceu Alepo como uma entidade autônoma entre o Califado Fatímida e o Império Bizantino, dois inimigos tradicionais. Ao assumir o governo, convenceu as tropas fatímidas da cidade de que, com a tarefa concluída, deveriam se retirar para suas guarnições em Sidom, Trípoli e Apameia. Mais tarde, demitiu funcionários fatímidas da cidade e dos postos provinciais. Para demonstrar publicamente sua soberania, emitiu suas próprias moedas, omitindo o nome de Aláqueme, e teve seu próprio nome lido pelas mesquitas da cidade no cutba (oração de sexta-feira). Além disso, tinha seu nome honorário, Saíde Amir Alumara Aziz Audalá (Al-Sayyid Amir al-Umara Aziz al-Dawla), inscrito no Portão de Antioquia da cidade e em candelabros de prata na Grande Mesquita de Alepo.
A data de seus atos formais de soberania não foi registrada por fontes contemporâneas, mas Zakkar presume que eles provavelmente tenham ocorrido em 1020. Naquele ano, o califa lançou uma expedição para reafirmar o domínio direto dos fatímidas sobre Alepo, o levando a solicitar assistência militar do imperador Basílio II (r. 976–1025). Aláqueme desapareceu misteriosamente em fevereiro de 1021 e quando as notícias chegaram a Aziz Adaulá, ele cancelou seu acordo com Basílio II, cujo exército havia alcançado a vizinhança de Aintabe, e ganhou o apoio dos quilabitas para combater os bizantinos. Basílio II retirou-se consequentemente.
A sucessão do jovem filho de Aláqueme, Ali Azair, como califa, aumentou a confiança de Aziz Adaulá, e a corte fatímida, que foi efetivamente controlada pela irmã do califa desaparecido, Sital Mulque, enviou-lhe inúmeros presentes e roupas de honra para uma reconciliação. No entanto, procurou garantir sua independência virtual e construiu um palácio e uma casa de banho bem fortificados ao pé da cidadela de Alepo. Além disso, ele recrutou vários gulans em seu serviço e guarda-costas. Os gulans residiam na cidadela e seu comandante era Abul Najeme Badre, um turco que também serviu como governador da cidadela.

#### Assassinato
Badre, com o encorajamento secreto de Sital Muque, conspirou para assassinar o emir de Alepo. De acordo com os cronistas medievais muçulmanos, a trama foi iniciada por Sital Muque e pela corte fatímida. Aziz Adaulá aparentemente não tinha conhecimento das comunicações entre Badre e Sital Muque; Zakkar presume que, quando Sital Muque despachou enviados carregando presentes para o emir, ela também os enviou mensagens para Badre prometendo-lhe o posto do governante, caso ele traísse seu mestre. Badre manipulou outro gulam do emir chamado Tuzum, de origem indiana, para cometer o assassinato, avisando-o de que Aziz Adaulá tentou matá-lo em várias ocasiões, mas todas foram evitadas pela intervenção de Badre; este o convenceu de que ele deveria matar seu mestre para salvar sua própria vida. Na verdade, Aziz Adaulá amava profundamente Tuzum.
Em 6 de julho de 1022, Aziz Adaulá foi caçar enquanto Badre e Tuzum planejavam seu assassinato. Ao retornar ao palácio, tomou banho, comeu, ficou bêbado e depois foi dormir. Enquanto estava dormindo, Tuzum o decapitou com a espada em um golpe. Badre testemunhou a matança e imediatamente se voltou contra o escravo, soltando um grito que despertou os outros gulans, que o mataram. Zakkar explica que tal história é a única narrativa que descreve o assassinato do emir e que "é difícil aceitá-la pelo valor nominal". Também acha que a suposta participação de Sital Mulque na trama é "questionável".
De qualquer forma, Badre denunciou o assassinato à corte fatímida, que lamentou publicamente o ocorrido, mas estava secretamente satisfeita com a morte. Badre foi apontado como sucessor de Aziz Adaulá, mas governou por pouco mais de três meses antes de Adaife ser enviado para prendê-lo. Posteriormente, foi substituído por governadores separados da cidade e cidadela de Alepo. Em 1025, Sale e os quilabitas despejaram os governadores fatímidas e estabeleceram o domínio dos mirdássidas sobre a cidade.

## Cultura
Aziz Adaulá era um governante culto, com um carinho especial pela poesia, literatura e filosofia. Ele mesmo escreveu poesia. O famoso poeta local Almaarri mantinha relações amistosas com ele e dedicou dois de seus trabalhos ao governante de Alepo: Risalat al-Sahil wa'l Shahij ("Carta de um Cavalo e uma Mula") e Kitab al-Qa'if.